# Vitstrupig manakin
Vitstrupig manakin (Corapipo gutturalis) är en fågel i familjen manakiner inom ordningen tättingar.

## Utbredning och systematik
Fågeln förekommer i södra Venezuelas anslutning till Guyana och nordöstra Amazonområdet i (Brasilien. Den behandlas som monotypisk, det vill säga att den inte delas in i några underarter.

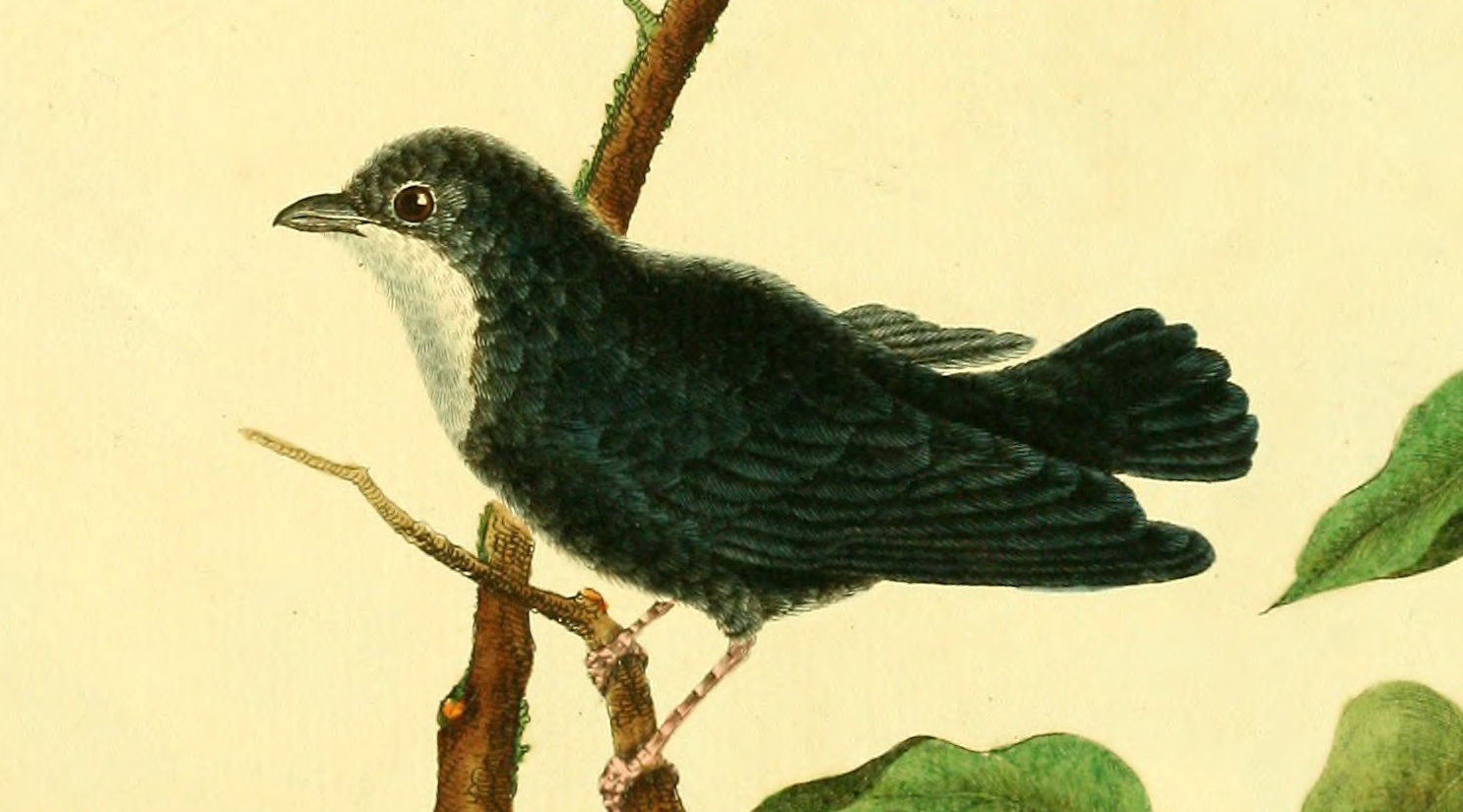

## Status
IUCN kategoriserar arten som livskraftig.